# Acheux-en-Vimeu
Acheux-en-Vimeu är en kommun i departementet Somme i regionen Hauts-de-France i norra Frankrike. Kommunen ligger i kantonen Moyenneville som tillhör arrondissementet Abbeville. År 2022 hade Acheux-en-Vimeu 498 invånare.

## Befolkningsutveckling
Antalet invånare i kommunen Acheux-en-Vimeu
| Referens: INSEE |